# Lars Bager Svane
Lars Bager Svane (26. april 1919 – 29. april 1944) var en dansk modstandsmand.

## Biografi
Den 26. april 1919 blev Lars Bager Svane født i Enighedsstræde, Marstal som anden søn af den 29-årige skibsfører Jens Christian Svane og den 4 år yngre hustru Gertrudmine Bertine f. Bager og døbt i Marstal kirke den 26. juni samme år.
Ansat hos Rubows Eftf., Holte, først som bagerlærling, senere som svend, indtil han fra september 1939 aftjente sin værnepligt på Peder Skram.
Arbejdede for den engelske efterretningstjeneste, samtidig med at han var sabotør i Holger Danske.
Arresteret den 4. oktober 1943 af Gestapo, dømt til døden ved en tysk krigsret og henrettet i Ryvangen den 29. april 1944.
Lars Bager Svanes afskedsbrev kan læses i Døden, en novellesamling udgivet af Gyldendal i 1979 til brug i folkeskolen.
29. April 1944
Elskede Mor!
Saa kom de – Kl. er 3, jeg har 2 Timer tilbage at leve i. Jeg er saa ung, saa jeg mente, der var saa meget for mig at leve for, men jeg er ikke bange for at dø; jeg vidste Risikoen, jeg løb, da jeg begyndte paa Arbejdet. Danmark vil hurtigt glemme mig, men jeg fortryder ikke, hvad jeg har gjort for mit elskede Land. Mange vil sikkert følge efter mig, men en skønne Dag er Danmark atter frit, og saa har det ikke været forgæves. Garden kan dø, men den vil aldrig forgaa.
Kære Mor, du læser hver Dag om Tusinder, der er dræbt, med største Sindsro – forsøg at tage min Død med samme Sindsro, jeg er kun en af de mange. Hils Far fra mig, han kommer snart hjem, skal du se, og I skal have mange gode Aar sammen. Tak for min dejlige Barndom og alt siden. Jeg har Feltpræsten hos mig, det gør mig tryg og rolig. Jeg vil gerne begraves fra en Kirke, og syng "Altid frejdig, naar du gaar", især det sidste Vers har jeg forsøgt at leve efter. Jeg mente der var saa meget jeg vilde sige dig, Mor, men nu synes min Hjerne tom, det er der maaske ikke noget at sige til. Tak for al din Godhed imod mig i den Tid, jeg har været her.
Lev vel, alle mine kære.